# Келантан
Келантан е щат на Малайзия. Населението му е 1 792 500 души (2020), а има площ от 15 101 кв. км. Административен център е град Кота Бару. Телефонният му код е 09. Щатът е разделен на 12 административни района. Мнозинството от населението са малайци, тайландци и китайци. Икономиката е предимно земеделска. Риболовът по 96 км бряг на щата е също важен отрасъл. Температурата варира между 21 и 32 градуса.